# Oxaenanus brontesalis
Oxaenanus brontesalis är en fjärilsart som beskrevs av Walker 1858. Oxaenanus brontesalis ingår i släktet Oxaenanus och familjen nattflyn. Inga underarter finns listade i Catalogue of Life.